# مزراحي (الصهيونية الدينية)
مزراحي (بالعبرية: הַמִזְרָחִי) هو اسم المنظمة الصهيونية الدينية التي تأسست في عام 1902 في فيلنيوس في المؤتمر الصهيوني العالمي الديني الذي دعا الحاخام إسحق يعقوب رينس.
بني عكيفا، التي تأسست في عام 1929، وهي حركة الشباب المرتبطة بمزراحي. كلا مزراحي وحركة شباب بني عكيفا لا تزال تحركات دولية.

## روابط خارجية
- World Mizrachi Movement
- Mizrachi Vienna- Austria
- A Historical Look at Religious Zionism by Prof. Dan Michman
- Modern Orthodoxy vs. Religious Zionism; are they the same thing? Rabbi Yair Spitz